# بولپون

بولپون شهری در شهرستان نانورو در استان بولکیمده در بورکینافاسوی غربی مرکزی است جمعیت آن ۴۴۳۲ نفر است.